# Berehowe (obwód lwowski)
Berehowe (ukr. Берегове; do 1960 Tuligłowy) – wieś na Ukrainie, w obwodzie lwowskim, w rejonie mościskim. W 2022 roku liczyła 622 mieszkańców.
Pierwsza wzmianka o miejscowości pochodzi z 1426 roku. Do 1960 roku wieś nosiła nazwę Tuligłowy.
Zachodnią część wsi stanowi dawniej samodzielna wieś Słomianka.